# موردان (مقاطعة فارياب)
موردان (بالفارسية: موردان) هي قرية تقع في البلدة المركزية في إيران. يقدر عدد سكانها بـ 990 نسمة بحسب إحصاء 2016.